# Плоский оптический волновод
Плоские оптические волноводы — тонкие диэлектрические плёнки с малым поглощением на прозрачной подложке с относительно малым поглощением, пространственно неоднородные прозрачные структуры для направления света. Применяются в качестве передающей среды в системах оптической связи. Примерами использования плоских оптических волноводов служат :  датчик веса, датчик концентрации аммиака в атмосфере, интегрально-оптические датчики газовых примесей, межсоединения в печатных платах и гибридных интегральных схемах, многоканальные оптические разветвители и др.
Изготавливаются на поверхности монокристаллической подложки с использованием методов фотолитографии в комплексе с методами термодиффузии, имплантации, эпитаксиального наращивания, ионного обмена и осаждения. Типичные значения разности между показателями преломления пленки и подложки лежат в диапазоне от {\displaystyle 10^{-3}} до {\displaystyle 10^{-1}}, а типичная толщина пленки составляет 1 мкм.

## Геометрическая оптика плоских волноводов
Распространение света в плоском волноводе описывается на примере распространения одного из световых лучей, который ограничивается в сердечнике (плёнке), испытывая многократные полные или частичные внутренние отражения (так как показатель преломления сердцевины {\displaystyle n_{1}} всегда выше, чем показатели преломления подложки или оболочки {\displaystyle n_{2}} и {\displaystyle n_{3}} — покровного слоя). Условие для эффекта полного внутреннего отражения :
Угол падающего луча должен быть больше некоторого критического угла, зависящего от величин показателей преломления.
{\displaystyle \Theta >\Theta }кр
{\displaystyle \sin \Theta =}{\displaystyle {\frac {n_{2}}{n_{1}}}}
(условия одинаковы для границ раздела сердцевина-подложка и сердцевина-покровный слой)
На границу двух изотропных, однородных диэлектрических сред без потерь (с показателями преломления {\displaystyle n_{1}} и {\displaystyle n_{2}} или {\displaystyle n_{1}} и {\displaystyle n_{3}}) падает когерентная световая волна, нормаль к волновой поверхности которой образует с нормалью к границе раздела угол {\displaystyle \Theta _{1}}.
Для плоской границы раздела диэлектриков закон Снеллиуса утверждает, что :
- падающий, отражённый и преломлённый лучи лежат в одной плоскости
- волна с комплексной амплитудой А на границе раздела частично отражается и частично преломляется.
- угол отражения равен углу падения
- угол преломления связан с углом падения соотношением :

{\displaystyle \sin \Theta _{2}/\sin \Theta _{1}=n_{1}/n_{2}=\surd \varepsilon _{1}/\varepsilon _{2}}
На границах подложка-сердцевина или покровный слой-сердцевина комплексная амплитуда преломленной волны В линейно связана через комплексный коэффициент отражения R с комплексной амплитудой А:
{\displaystyle B=R\cdot A}
Коэффициенты отражения и пропускания влияют на фазовый сдвиг волны. Выражения для них непостоянны и зависят от угла падения света. Выделим два случая падения световой волны на границы раздела волновода — перпендикулярный и неперпендикулярный.
Для неперпендикулярного падения волны на границу раздела плоского волновода мы получим разные значения коэффициентов для разных вариантов поляризации:
1) ТЕ- поляризация (вектор электрического поля перпендикулярен плоскости падения)
Коэффициент отражения Френеля
{\displaystyle R={\frac {n_{1}\cos \Theta _{1}-n_{2}\cos \Theta _{2}}{n_{1}\cos \Theta _{1}+n_{2}\cos \Theta _{2}}}={\frac {n_{1}\cos \Theta _{1}-\surd n_{2}^{2}-n_{1}^{2}\sin \Theta _{1}}{n_{1}\cos \Theta _{1}+\surd n_{2}^{2}-n_{1}^{2}\sin \Theta _{1}}}}
Коэффициент пропускания Френеля
{\displaystyle T={\frac {\sin 2\Theta _{1}\sin 2\Theta _{3}}{\sin ^{2}(\Theta _{1}+\Theta _{2})}}}
{\displaystyle \Theta _{1}-}угол падения, {\displaystyle \Theta _{2}-}угол преломления, {\displaystyle \Theta _{3}-}угол отражения (равен углу падения)
2) ТМ-поляризация (магнитные поля перпендикулярны плоскости падения)
Коэффициент отражения Френеля
{\displaystyle R={\frac {n_{2}\cos \Theta _{1}-n_{1}\cos \Theta _{2}}{n_{2}\cos \Theta _{1}+n_{1}\cos \Theta _{2}}}={\frac {n_{2}^{2}\cos \Theta _{1}-n_{1}\surd n_{2}^{2}-n_{1}^{2}\sin \Theta _{1}}{n_{2}^{2}\cos \Theta _{1}+n_{1}\surd n_{2}^{2}-n_{1}^{2}\sin \Theta _{1}}}}
Коэффициент пропускания Френеля
{\displaystyle T={\frac {\sin 2\Theta _{1}\sin 2\Theta _{2}}{\sin ^{2}(\Theta _{1}+\Theta _{2})\cos ^{2}(\Theta _{1}-\Theta _{2})}}}
При перпендикулярном падении волны на границу раздела плоского волновода значение коэффициентов Френеля для обеих поляризаций одинаковы и описываются выражениями:
{\displaystyle R=({\frac {n_{1}-n_{2}}{n_{1}+n_{2}}})^{2}}
{\displaystyle T={\frac {4n_{1}n_{2}}{(n_{1}+n_{2})^{2}}}}
Во всех вышеуказанных случаях сумма коэффициентов отражения и пропускания для плоской границы раздела между двумя диэлектриками с действительными диэлектрическими проницаемостями равна единице.
Коэффициент отражения может обращаться в нуль только для волн поляризованных в плоскости падения и падающих под углом Брюстера :
{\displaystyle tg\Theta _{1}={\frac {n_{2}}{n_{1}}}}
Коэффициент пропускания обращается в нуль для обеих поляризаций волны при падении под критическим углом. Коэффициент отражения под этим углом и под превышающими углами равен единице.
При углах, превышающих критический, наступает полное внутреннее отражение и во второй диэлектрической среде имеется только одна затухающая волна. При увеличении угла падения эта волна быстро затухает :
{\displaystyle E_{1}=E_{2}\cdot e^{-iwt+i\beta z+\alpha x}}
Где {\displaystyle \beta =kn_{1}sin\Theta _{1}}, {\displaystyle \alpha =kn_{1}\surd (sin^{2}\Theta -{\frac {n_{2}^{2}}{n_{1}^{2}}})}
Отражённая волна претерпевает сдвиг фазы, величина которого определяется выражениями :
для ТМ-мод
{\displaystyle tg\varphi _{12,\mathrm {T} \mathrm {M} }={\frac {{\frac {n_{1}^{2}}{n_{2}^{2}}}\cdot \surd (n_{1}^{2}sin\Theta _{}^{2}-n_{2}^{2})}{n_{1}\cos \Theta _{}}}}
для ТЕ-мод
{\displaystyle tg\varphi _{12,\mathrm {T} E}={\frac {\surd (n_{1}^{2}sin\Theta _{}^{2}-n_{2}^{2})}{n_{1}\cos \Theta _{}}}}
Для пучка света с конечным поперечным сечением при отражении происходит сдвиг оси пучка, называемый сдвигом Гуса-Хэнкена :
{\displaystyle z_{s}={\frac {1}{2kn_{1}cos\Theta _{1}}}\cdot {\frac {d\delta }{d\theta _{1}}}}
Подставляя это выражения в выражения для сдвигов фаз, получаем :
1) для перпендикулярного падения волны (ТЕ-моды)
{\displaystyle z_{s}={\frac {tg\Theta _{m}}{k\surd (n_{1}^{2}sin^{2}\Theta _{m}-n_{2}^{2})}}}
2) для неперпендикулярного падения волны (ТМ-моды)
{\displaystyle z_{s}={\frac {n_{2}^{2}tg\Theta _{m}}{k\surd (n_{1}^{2}sin^{2}\Theta _{m}-n_{2}^{2})\cdot (n_{1}^{2}sin^{2}\Theta _{m}-n_{2}^{2}cos^{2}\Theta _{m})}}}
При рассмотрении плоской («асимметричной») волноводной структуры, состоящей из пленки, подложки и покровного слоя (чаще всего — воздуха) справедливо неравенство {\displaystyle n_{1}>n_{2}>n_{3}} и существуют два критических yглa: угол полного внутреннего отражения {\displaystyle \Theta _{13}} на границе раздела пленка — подложка и yгол полного внутреннего отражения {\displaystyle {\displaystyle \Theta _{23}}<{\displaystyle \Theta _{13}}} на границе раздела пленка — покровный слой. Когда угол падения {\displaystyle \Theta } настолько велик, что {\displaystyle \Theta >\Theta _{13},\Theta _{23}} то наблюдается полное внутреннее отражение на обеих границах раздела. То есть, свет будет распространяться в ней волноводным образом по зигзагообразному пути. Этот случай соответствует распространению волноводной моды.
Некоторые из дисперсионные свойств диэлектрического волновода описывает b-V диаграмма